# Chionaema inconclusa
Chionaema inconclusa är en fjärilsart som beskrevs av Walker 1862. Chionaema inconclusa ingår i släktet Chionaema och familjen björnspinnare. Inga underarter finns listade i Catalogue of Life.